# سیارک ۳۴۰۰۴
سیارک ۳۴۰۰۴ (به انگلیسی: 34004 Gregorini، نامگذاری:2000OS7) سی و چهار هزار و چهارمین سیارک کشف شده‌است که در ۳۰ ژوئیه ۲۰۰۰ کشف شد.